# Tsukumogami

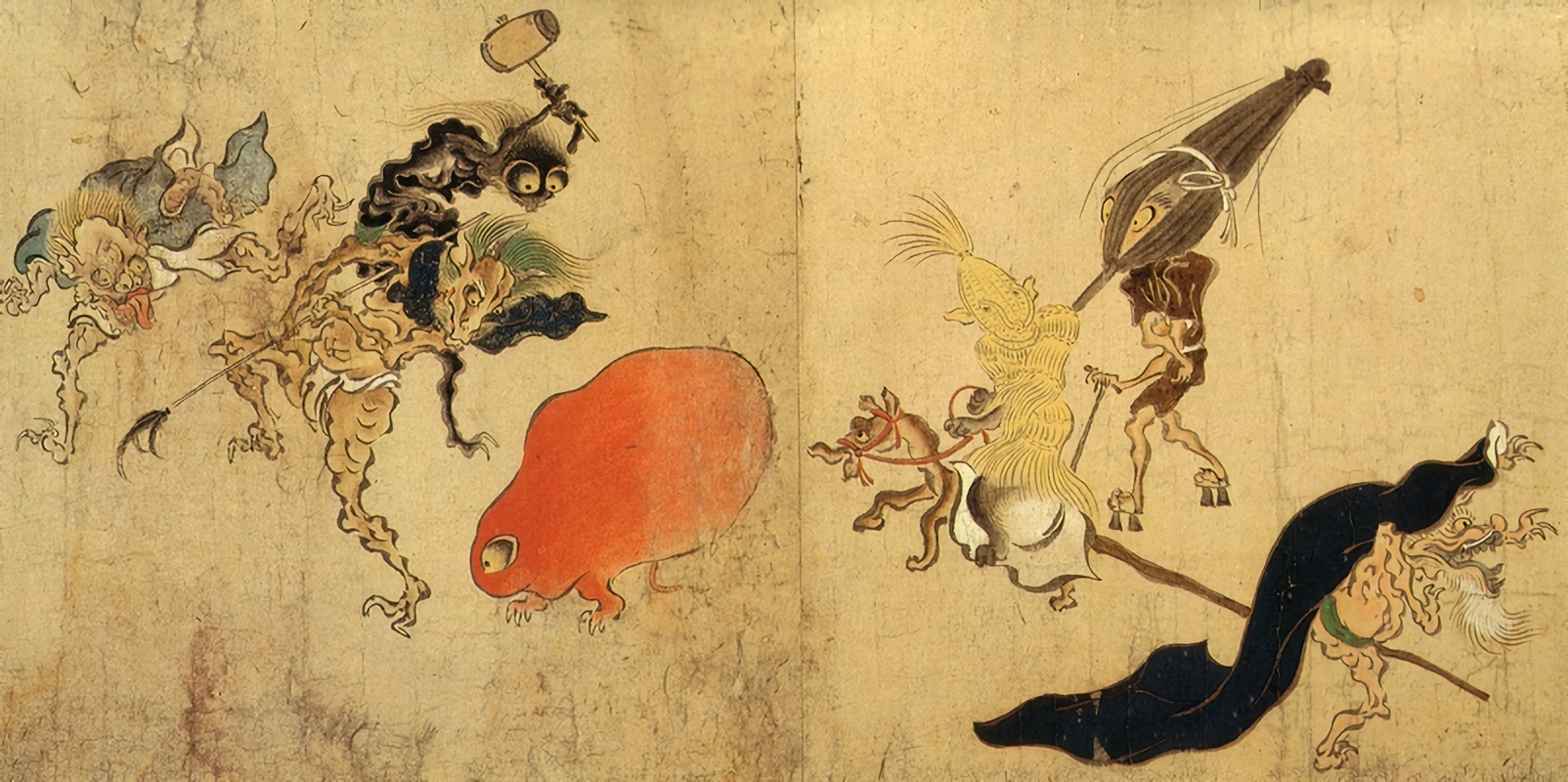
Una ilustración de un tsukumogami.

En la mitología japonesa, los tsukumogami (付喪神?  "Espíritu artefacto") son una clase entera de yōkai y obake, que comprenden a los artículos ordinarios de una casa que han cobrado vida en su cumpleaños número cien.

## Orígenes
A pesar de que generalmente son considerados como seres míticos o legendarios, casi todos los tsukumogami más conocidos y con nombres son una producción artística creada en el periodo Edo. El artista más popular es Toriyama Sekien, pero otros artistas posteriormente han añadido sus propias criaturas a la lista de tsukumogami. Las narraciones populares sobre tsukumogami son raras, pero existen en algunos cuentos populares (por ejemplo, Bakemono-dera).

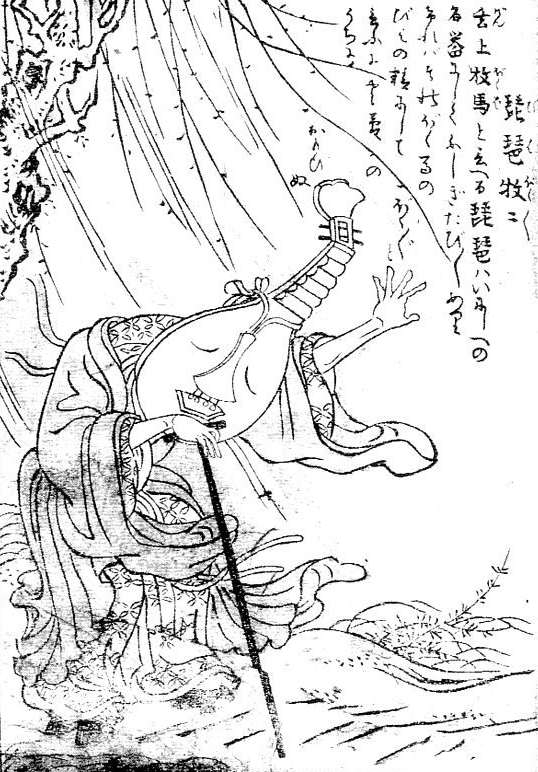
Biwa-bokuboku.

## Lista detsukumogami
Esta clasificación virtualmente ilimitada incluye a:
- Bake-zōri (sandalias de paja)
- karakasa (viejos paraguas)
- Kameosa (viejos tarros de sake)
- Biwa-bokuboku, conocido algunas veces como Biwa-yanagi (biwa, instrumento musical tradicional japonés)
- Furu-utsubo (tarro viejo)
- Jotai (cubierto con tela de las pantallas plegables)
- Morinji-no-okama (tetera)
- Ungaikyo (espejos)
- Kyourinrin (rollos y papeles)
- Zorigami (relojes)
- Katana (espada)